# Begraafplaats van Amboise

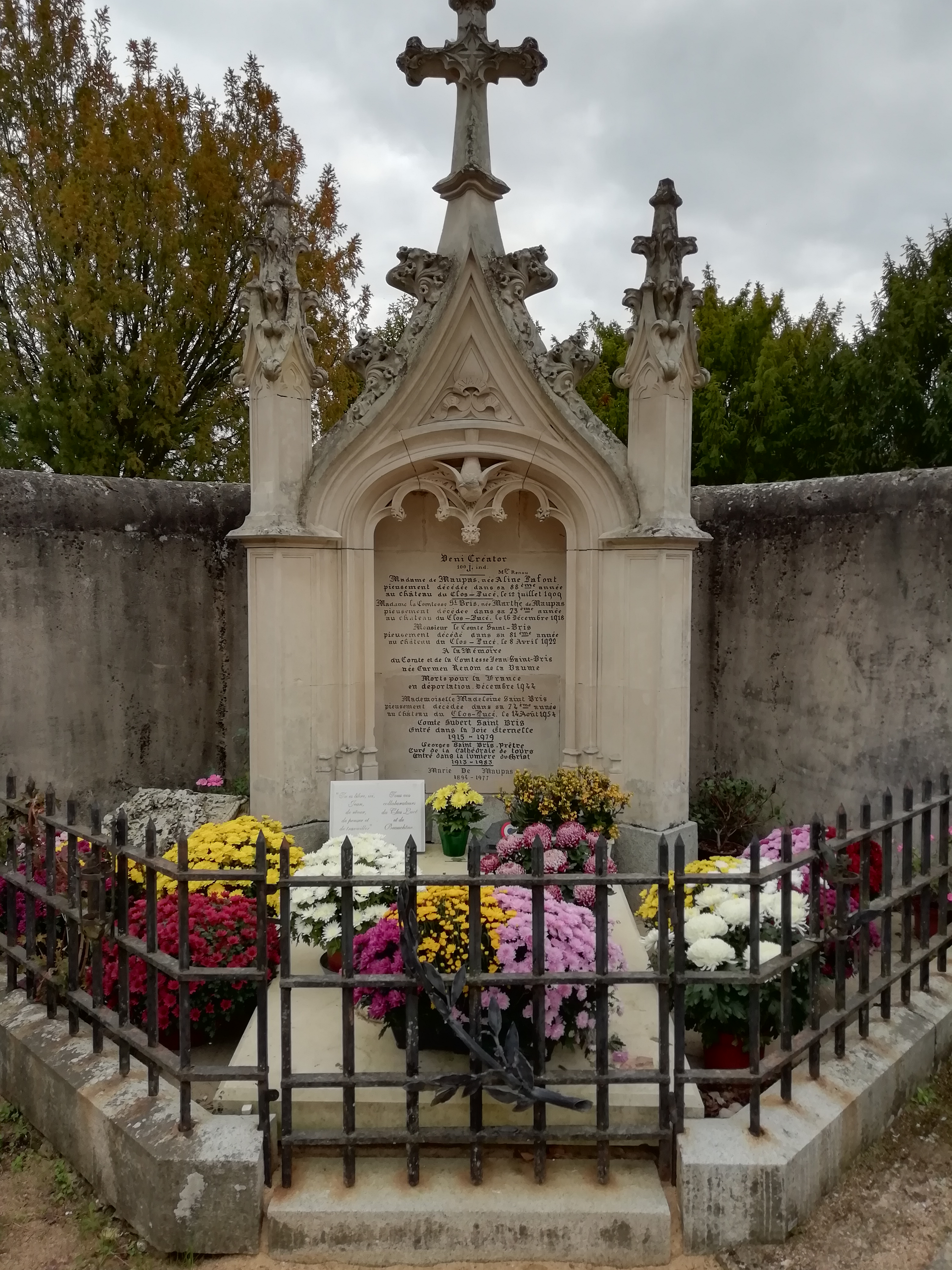
Gezicht op het graf van de familie Saint-Bris.

Amboise kent twee begraafplaatsen, een oude en een moderne.
De oude begraafplaats is vooral bekend door het gelijknamige gedicht van Louis-Claude de Saint-Martin uit 1801.
Hier liggen enkele lokale heren begraven:
- Etienne François de Choiseul (18e eeuw)
- Henri Michel d'Amboise (18e eeuw)
- Léonard Perrault (19e eeuw)
- Gonzague Saint-Bris (1948-2017), schrijver
- Michel Debré, politicus

## Trivia
Leonardo da Vinci is gestorven in Amboise, volgens de legende, met zijn hoofd in de armen van de Franse koning.
Hij werd echter niet op dit kerkhof begraven.
Zijn stoffelijk overschot ligt in de Chapelle Saint-Hubert van het kasteel van Amboise.